# والتر ليس
والتر ليس (بالإنجليزية: Walter Lees)‏ (25 ديسمبر 1875 - 10 سبتمبر 1924) هو لاعب كريكت بريطاني (وحمل سابقاً جنسية المملكة المتحدة لبريطانيا العظمى وأيرلندا). شارك مع منتخب إنجلترا للكريكت.

## وصلات خارجية
- والتر ليس على موقع إي آس بي آن كريك إنفو (الإنجليزية)